# Владимир Кошак
Владимир Кошак (Велика Горица, 25. јул 1908 — Загреб, 18. јун 1947) био је хрватски економиста, правник, политичар и дипломата НДХ.

## Биографија

### Младост
Владимир Кошак је рођен 25. јула 1908. године у Великој Горици. Дипломирао је право са докторатом на Правном факултету Свеучилишта у Загребу, након чега је примио још један докторат из области економија са Универзитета у Франкфурту. Након завршетка свог образовања, Кошак се вратио у Загреб, гдје је радио као секретар у привредно-индустријској комори. Ускоро је постао предсједник пензионог фонда приватних службеника, након чега је постао директор Похита, тадашњег највећег индустријског холдинга на простору данашње Републике Хрватске.

### Усташки покрет
Кошак се 1. јула 1936. године придружио Усташком покрету и учествовао је у покретању новина Хрватски народ.

#### Министар
Кошак је био један од потписника проглашења Независне Државе Хрватске 10. априла 1941. године. Два дана касније, именован је на дужност личног опуномоћника министра оружаних снага, војсковође Славка Кватерника. Касније постао комесар за привредна и финансијска питања.
У Влади НДХ, Кошак је био секретар министра народног господарства (привреде) и након реорганизације владе 30. јуна 1941. године постао је министар државне ризнице (финансија). Био је предсједник Хрватске привредне делегације током преговора са Италијом у јуну 1941. и копредсједавајући хрватско-италијанске привредне комисије. Након инцидента око кријумчарења злата, Иво Колак, шеф кабинета Младена Лорковића, погубљен је док је Лорковић уклоњен са дужности. Кошак је приморан да поднесе оставку и 1. априла 1943. је разријешен министарских дужности.

#### Дипломата
Од подношења оставке на дужност министра до 30. марта 1944. године, остао је у државној служби као амбасадор у Мађарској. Послије тога, постао је амбасадор у Њемачкој. У јулу 1944. поново је постао министар, али је остао и амбасадор у званичном Берлину. Кошак је био блиско повезан са Лорковићем и био је један од његових кумова, поред Анте Вокића, на Лорковићевом вјенчању са Надом фон Гикци у августу 1944. Анте Павелић је намјеравао да Кошака ријеши свих дужности јер је сумњао да је умијешан у покушај државног удара, којег су покушали да спроведу Лорковић и Вокић, заједно са многим другим утицајним политичарима и војним личностима, у намјери да промијене страну у рату и придруже се Савезницима; државни удар је био неуспјешан. Кошака је заштитио Зигфрид Каше, њемачки амбасадор у Хрватској, и дозвољено му је да задржи титулу амбасадора у Њемачкој. Пратећи Павелићев савјет, Кошак је остао у Берлину послије Хитлерове смрти, намјеравајући да остане уз краткотрајну Фленсбуршку владу. Ухапсили су га Британци у Фленсбургу у мају 1945. године. У фебруару 1946. је изручен југословенским властима и осуђен је на смрт 6. јуна 1947. године за издају и ратне злочине; погубљен је 12 дана касније, 18. јуна.